# Satara (stad)
Satara is een nagar panchayat (plaats) in het district Satara van de Indiase staat Maharashtra. 

## Demografie
Volgens de Indiase volkstelling van 2001 wonen er 108.043 mensen in Satara, waarvan 52% mannelijk en 48% vrouwelijk is. De plaats heeft een alfabetiseringsgraad van 80%. 

## Geboren
- Nana Fadnavis (1742-1800), Indiaas politicus en minister